# Emocionalne kompetencije
Emocionalne kompetencije su bazične sposobnosti za obradu i upravljanje emocijama i osnovni su koncept O.L.I. Integrativne Psihodinamske Psihoterapije. Pojam emocionalne kompetencije se koristi u različitim referentnim okvirima i granama psihologije (razvojnoj psihologiji, socijalnoj psihologiji, psihologiji obrazovanja, psihodinamskoj psihologiji). 

## Definicije pojma
Različiti autori daju različite definicije i spiskove emocionalnih kompetencija.
Sarnijeva određuje emocionalnu kompetenciju kao demonstriranu ličnu efikasnost u društvenim interakcijama koje uključuju emotivnu razmenu. Pod efikasnošću ona podrazumeva mogućnosti i sposobnosti kojima pojedinci raspolažu u postizanju željenih ciljeva, a kada se ovaj pojam primeni na socijalne interakcije koje uključuju emocije (emotivnu razmenu), to znači da ljudi reaguju emocionalno, ali istovremeno i strateški primenjuju svoje znanje o emocijama i svoju emocionalnu izražajnost u odnosima sa drugima. Iako različiti autori imaju različite liste specifičnih emocionalnih kompetencija, svi se slažu da je emocionalna kompetencija veoma važan fenomen, jer predstavlja centralnu sposobnost za uspešnu interakciju sa vršnjacima.
U dubinskoj, psihodinamskoj psihologiji stavlja se naglasak na odbrambenim mehanizmima od neprihvatljivih emocija. Mehanizmi odbrane su popisani, elaborirani i prezentovani u brojnim radovima psihoanalitičara. Međutim, opisana su i razvojna dostignuća vezana za obradu i upravljanje emocijama koja nisu mehanizmi odbrane, već se mogu smatrati zrelim emocionalnim kompetencijama. Hartman i Kris su opisali sposobnost za neutralizaciju afekata, i konstantnost objekta (stabilnu mentalnu i emotivnu reprezentaciju druge osobe), a Melanija Klajn celovitost objekta (sposobnost za celovito doživljavanje druge osobe, sebe, sveta, oprečnih emocija). Razvoj tolerancije na frustraciju kao emocionalne kompetencije su opisali Frojd i Kohut, o toleranciji na ambivalenciju (sposobnosti podnošenja oprečnih emocija prema istom objektu) su govorili  Hartman i Zimberof, o volji Rank, Asađoli i Mej, a o inicijativi Erikson, Ikonen i Kohut.

## Ključne odrednice
O. L. I. metod se usmerava na dve ključne, složene sposobnosti: sposobnost za ljubav i sposobnost za rad. Ove dve složene ljudske sposobnosti su, kao „lego kocke“ sastavljene od određenog broja manjih, jednostavnijih kockica - bazičnih emocionalnih kompetencija:
- sposobnost za mentalizaciju i neutralizaciju (regulator i artikulator psihe),
- celovitost objekta (lepak psihe),
- konstantnost objekta (stabilizator psihe),
- tolerancija na ambivalenciju (usmerivač psihe),
- tolerancija na frustraciju (imunitet psihe),
- volja (motor psihe),
- inicijativa (pokretač psihe).

Navedene emocionalne kompetencije potiču iz psihodinamskog referentnog okvira.  Izvučene su iz teorija četiri psihoanalitičke psihologije: psihologije nagona („klasična psihoanalitička teorija“), Ego psihologije, psihologije objektnih odnosa i self psihologije. Iz ovih teorija ekstrahovana su saznanja o bazičnim sposobnostima za obradu emocija na kojima se bazira rad u O.L.I. metodu.
	U svom funkcionisanju, bazične emocionalne kompetencije su u stalnom međudejstvu, i neadekvatan rad jedne kompetencije utiče i na adekvatnost funkcionisanja drugih kompetencija. Udruživanjem dejstva nekoliko bazičnih emocionalnih kompetencija nastaju složenije kompetencije kao što su sposobnost odlaganja zadovoljstva, sposobnost da se bude sam, sposobnost za zrelu empatiju, sposobnost za ljubav i rad i tolerancija na egzistenciju. 

## Literatura
- Jovanović, Nebojša, Sposobnost za ljubav i rad - O.L.I. Integrativna Psihodinamska Psihoterapija, (Beoknjiga, 2013)
- Senić, Renata i Jovanović, Nebojša, Strah od života - o anksioznosti i paničnim napadima (Beoknjiga, 2011)

## Spoljašnji izvori
- Bazične sposobnosti za obradu emocija kao osnov integracije u O.L.I. Metodu Архивирано на веб-сајту  (21. фебруар 2014)